# Tunnel de Sachseln
Le tunnel de Sachseln (en allemand Tunnel Sachseln) est un tunnel autoroutier à un tube faisant partie du contournement de Sachseln au travers de l'autoroute A8 dans le canton d'Obwald en Suisse. D'une longueur de 5 213 mètres, il est ouvert à la circulation depuis le 24 septembre 1997.

## Situation
Le tunnel de Sachseln longe la rive sud du lac de Sarnen. Le portail nord se situe au sud de Sarnen et au nord de Sachseln à la jonction 35 Sarnen-Süd de A8. Le portail sud est situé au sud de Sachseln à la jonction 36 Sachseln-Süd.

## Historique
Entre 2014 et 2019 des travaux ont pour but l'amélioration de la sécurité par la construction d'une galerie (2014 - 2017) de sécurité et le renouvellement du système de ventilation et des équipements d'exploitation et de sécurité.

## Caractéristiques
Le tunnel à un tube bidirectionnel mesure 5 213 mètres de long, à une section de 109 m2 et a nécessité l'excavation de 565 819 m3 de roche essentiellement magmatique. Il a été creusé au tunnelier.
La galerie de sécurité mesure 5 084 mètres de long, elle est raccordée au tunnel tous les 300 m.
La vitesse maximale autorisée dans le tunnel est de 80 km/h.